# رضا ارحام صدر
رضا ارحام صدر (زاده ۱۲ اردیبهشت ۱۳۰۲ – درگذشته ۲۴ آذر ۱۳۸۷)، بنیان‌گذار مکتب کمدی انتقادی در تئاتر ایران بود که بعدها به «مکتب تئاتر اصفهان» نیز مشهور شد.
او فعالیت هنری خود را از سال ۱۳۲۶ با بازی در تئاتر آغاز کرد. وی مؤسس «گروه هنری ارحام صدر» در سال ۱۳۴۳ بوده‌است. وی به «شکرپاره اصفهان» معروف بود. فیلم ویدئویی درسا که در سال ۱۳۸۴ توسط محسن دامادی ساخته شد، آخرین حضور او در جلوی دوربین بود. ۱۷۶ نمایش حاصل ۵۰ سال فعالیت هنری وی بود.
او در میان مردم اصفهان از احترام قابل توجهی برخوردار بود.حسن علیرضایی که با نقش میرزا رضا کرمانی در سریال بانوی عمارت به شهرت رسید از شاگردان رضا ارحام صدر است.

## زندگی
ارحام صدر در ۱۲ اردیبهشت ۱۳۰۲ در محله پاقلعه اصفهان زاده شد. وی تحصیلات ابتدایی را در اصفهان گذراند و سپس وارد کالج انگلیسی این شهر شد. این کالج بعدها تبدیل به دبیرستان ادب گردید. پس از پایان تحصیلات فنی به خوزستان رفت و پس از یادگیری مهارت‌های فنی در آنجا مشغول به کار گردید. در آن زمان در شرایطی که خود را برای ادامه تحصیل در انگلستان آماده می‌کرد به دلیل بیماری مزمن مالاریا از ادامه فعالیت در خوزستان بازماند و به اصفهان مراجعت نمود و دیپلم بازرگانی را از دبیرستان ادب و دیپلم ادبی را از «دبیرستان صارمیه» دریافت نمود. وی در سال ۱۳۲۶ به استخدام بیمه ایران درآمد و همزمان به مرمت کاروانسرای عباسی پرداخت. به‌طور همزمان مدرک کارشناسی را در رشته فلسفه و امور تربیتی از دانشکده ادبیات دانشگاه اصفهان دریافت نمود.
وی برای اولین بار در دوران دبیرستان روی صحنه رفت. در جشن سالانه دبیرستان ادب معمولاً سه شب نمایش برای معلمان و والدین و بزرگان شهر اجرا می‌گردید ولی در زمان حضور ارحام صدر به دلیل استقبال از آن نمایش که «رفیق ناجنس» نام داشت، تا هفت شب بلیت فروخته شد.
در سال ۱۳۲۷، ناصر فرهمند اولین تئاتر حرفه‌ای را در اصفهان تأسیس نمود و از ارحام صدر برای همکاری دعوت نمود. این تئاتر در دروازه دولت اصفهان و ساختمانی که هم‌اکنون تبدیل به ساختمان مرکزی شهرداری شده‌است قرار داشت. تمام تلاش وی آن بود که نمایش کمدی از حالت فکاهی محض خارج شود و به انتقاد از مسائل سیاسی و اجتماعی نیز بپردازد.
پس از مدتی با سرمایه‌گذاری علی صدری (پسر عموی ارحام صدر) «گروه تئاتر سپاهان» شکل گرفت، ولی پس از مدتی ناصر فرهمند همراه گروهی از بازیگران از این گروه جدا شده گروه تئاتر اصفهان را شکل دادند. ارحام صدر به همراه نصرت‌الله وحدت در «گروه تئاتر سپاهان» ماند و با افزوده شدن بازیگران زن به این مجموعه فعالیت گروه به اوج رسید.
پس از مدتی ارحام صدر از این گروه جدا شد و مدیران تئاتر سپاهان سعی کردند همایون و جهانگیر فروهر را جانشین وی نمایند. وی پس از مدتی گروه نمایشی ارحام را در محل «سینما پارس» (مولن روژ) واقع در محله جلفای اصفهان پایه‌گذاری کرد. ارحام صدر، گروه هنری ارحام را با حضور خودش، مهدی ممیزان، رضا خندان، علی محمد رجائی و دختران (ژاله، فروغ و سرور)، کلارا استپانیانس (دخانی)، منصور جهانشاه، پری کربلایی، هوشنگ بصیری، ایرج صالحی، سعید محقق و… تشکیل داد که این جمع کمابیش تا پایان با همین نفرات به کار خود ادامه داد و جمعی از کمدی‌ترین نمایشها از جمله دیوانه، من می خوام، وادنگ، رسواها و … را روی صحنه برد.
شب‌نشینی در جهنم در سال ۱۳۳۶، اولین حضور ارحام صدر در سینما بود. روزی که مهدی میثاقیه برای تماشای نمایش وادنگ به اصفهان آمده بود، نسخه‌ای از سناریو را از ارحام صدر گرفت که بعدها تبدیل به فیلم شب‌نشینی در جهنم گردید. در این فیلم ابتدا قرار بود ارحام صدر در نقش حاج جبار ظاهر شود ولی به دلیل ضعف هنر گریم در آن زمان، نقش نوکر حاج جبار را بر عهده گرفت. ارحام صدر در مجموع در هفده فیلم سینمایی و سه مجموعه تلویزیونی بازی کرد.

### ساخت هتل عباسی

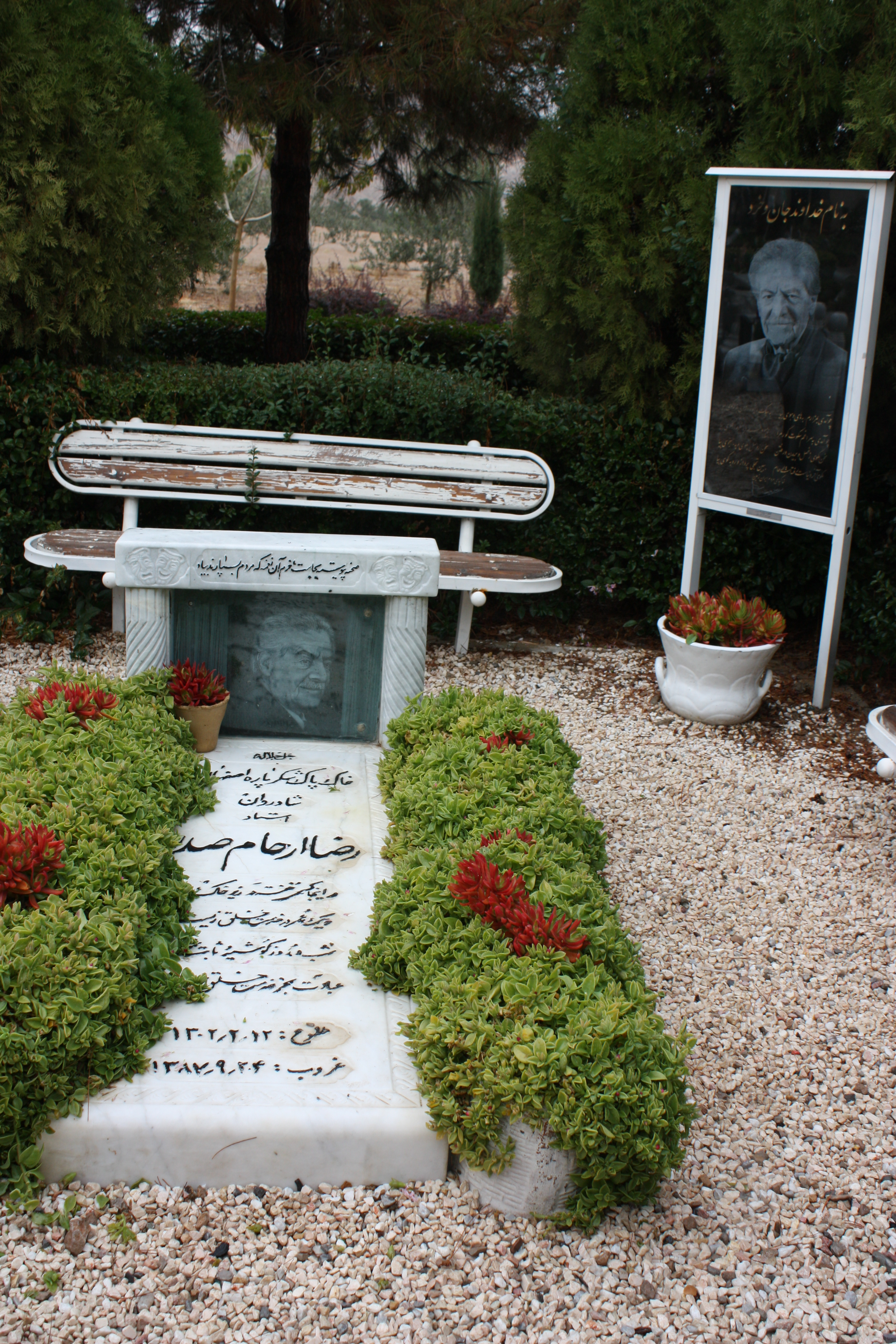
مقبره ارحام صدر در باغ رضوان

ساخت مهمانسرای عباسی توسط بیمه ایران در زمانی که ارحام صدر، مدیر عامل بیمه ایران در استان اصفهان بود، محقق شد. ارحام صدر در این باره می‌گوید:
«من آن زمان مدیر بیمه ایران بودم، سرمایه ساخت این هتل سودی بود که بعد از مدتی در بیمه ایران جمع شده بود و قرار بود به مرکز منتقل شود اما من اعتقاد داشتم این پول مردم اصفهان است و بایستی صرف خود شهر شود.»

### پس از انقلاب
بعد از انقلاب اسلامی، تئاتر در اصفهان تعطیل شد و پس از احیا تئاتر نیز ارحام صدر تا پایان عمر ممنوع‌التصویر بود و تنها در اواخر عمر از وی برای شرکت در سریال کوچه اقاقیا دعوت به عمل آمد که به دلیل بیماری آن را نپذیرفت. ارحام صدر تا پایان عمر در اصفهان زندگی کرد.
وی می‌گوید روزی مقامات دولتی خواستند که مرا به فعالیت هنری در تهران وادار نمایند (از طریق انتقال محل خدمت در بیمه ایران) که در پاسخ شان گفتم:
هر موقع توانستید منارجنبان اصفهان را از بیخ کف تا کف ببرید و در لاله‌زار تهران کار بگذارید اون موقع بغلش بلندگو اعلام می‌کنه تئاتر ارحام امروز ظهر اینجا برگزار میکنه.

## درگذشت
وی در سال ۱۳۸۷ در اصفهان درگذشت و در قطعه نام آوران باغ رضوان به خاک سپرده شد.

## گزیدهٔ کارنامهٔ هنری

### تئاتر
1. «خلیفه یک روزه»
2. «رفیق ناجنس»
3. «بوقلمون‌ها»
4. «کدام یک از دو»
5. «دلقک‌ها»
6. «خروس بی‌محل»
7. «من میخوام»
8. «مست»
9. «دیوانه»
10. «شب‌نشینی در جهنم»
11. «اداره کاریکاتور سازی»
12. «وادنگ»
13. «احمد دلاک»

### سینما
| سال  | نام                    | سمت    | کارگردان                   |
| ---- | ---------------------- | ------ | -------------------------- |
| ۱۳۸۳ | مستند «شکرپاره»        | بازیگر | غلامرضا مهیمن              |
| ۱۳۷۱ | نصف جهان               | بازیگر | مرتضی شاملی                |
| ۱۳۷۰ | افسانه شهر لاجوردی     | بازیگر | محمدعلی نجفی               |
| ۱۳۶۶ | جعفرخان از فرنگ برگشته | بازیگر | علی حاتمی                  |
| ۱۳۵۳ | جوجه فُکلی              | بازیگر | رضا صفایی                  |
| ۱۳۵۲ | اکبر دیلماج            | بازیگر | خسرو پرویزی                |
| ۱۳۵۲ | پریزاد                 | بازیگر | سیامک یاسمی                |
| ۱۳۵۲ | کی دسته گل به آب داده؟ | بازیگر | نصرت‌الله وحدت              |
| ۱۳۵۱ | مستأجر                 | بازیگر | آرمان هوسپیان              |
| ۱۳۵۱ | لج و لجبازی            | بازیگر | مهدی رئیس‌فیروز             |
| ۱۳۵۱ | یک اصفهانی در نیویورک  | بازیگر | ماشاءالله ناظریان          |
| ۱۳۵۰ | مردان خشن              | بازیگر | صابر رهبر                  |
| ۱۳۴۶ | جاده زرین سمرقند       | بازیگر | ناصر ملک‌مطیعی              |
| ۱۳۴۶ | مأمور ۰۰۰۸             | بازیگر | ابراهیم باقری              |
| ۱۳۴۵ | داماد فراری            | بازیگر | اسماعیل ریاحی              |
| ۱۳۴۴ | زن و عروسک‌هایش         | بازیگر | اسماعیل ریاحی              |
| ۱۳۴۲ | ستاره‌ای چشمک زد        | بازیگر | محسن بدیع                  |
| ۱۳۴۰ | علی واکسی              | بازیگر | سردار ساگر                 |
| ۱۳۳۵ | شب‌نشینی در جهنم        | بازیگر | موشق سروری ساموئل خاچیکیان |

### تلویزیون
| سال  | نام                 | سمت    | کارگردان   | توضیحات |
| ---- | ------------------- | ------ | ---------- | --- |
| ۱۳۵۵ | تله‌تئاتر «وادنگ»    | بازیگر | ناصر کوشان | نویسنده: «مهدی ممیزان» این نمایش تلویزیونی، از شبکه ۱ پخش شد. |
| ۱۳۵۳ | هزار و یک شب        | بازیگر | پرویز نوری | نویسنده: «پرویز دوایی» این مجموعه، برخی از داستان‌های «هزار و یک شب» را به زبانی طنز، به تصویر می‌کشید. این سریال، در میان مردم به «جعفر جنی» معروف بود.                                   |
| ۱۳۵۲ | خانواده حاج لطف‌الله | بازیگر | پرویز نوری | نویسنده: «مهدی ممیزان» یک تاجر فرش که با وجود ثروت هنگفت، آدمی بسیار تنگ نظر و خسیس است، درگیر ماجراهای عجیبی می‌شود. افراد خانواده برای تصاحب ثروت او، هربار ترفند تازه‌ای به کار می‌برند. |